# Toine Heijmans
Toine Heijmans, né le 1er février 1969 à Nimègue aux Pays-Bas, est un journaliste et écrivain néerlandais, lauréat du prix Médicis étranger en 2013.

## Biographie
Toine Heijmans a fait des études d'histoire à l'université de Nimègue avant de s'orienter vers le journalisme en écrivant dans des journaux locaux avant de collaborer à De Volkskrant.

## Œuvre
- 1998 : Respect ! Rappen in Fort Europa, essai
- 2003 : Allochtonië, essai
- 2005 : De Asielmachine, essai
- 2007 : La Vie Vinex, essai
- 2011 : En mer (Op zee, traduit en 2013), roman  (ISBN 978-2-267-02528-6) — prix Médicis étranger.
- 2014 : Pristina (Pristina, traduit en 2016), roman  (ISBN 978-2-267-02921-5)